# Seven Days Walking (Day 7)
Seven Days Walking (Day 7) è un album di Ludovico Einaudi pubblicato il 20 settembre 2019, settima parte del progetto Seven Days Walking.
Ascent è stato pubblicato come singolo il 9 agosto 2019 accompagnato da un video promozionale.

## Tracce
1. Campfire Var. 1 – 6:05
2. Ascent – 5:25
3. A Sense of Symmetry – 3:23
4. Cold Wind Var. 1 – 3:04
5. Golden Butterflies Var. 1 – 1:57
6. Gravity – 5:36
7. Low Mist Var. 1 – 2:12
8. Low Mist – 5:27
9. Birdsong – 4:53
10. Cold Wind Var. 2 – 2:50
11. Low Mist Var. 2 – 5:56
12. Campfire Var. 2 – 3:37

Durata totale: 50:25

## Formazione
- Ludovico Einaudi: Piano
- Federico Mecozzi: Violino, Viola
- Redi Hasa: Cello